# Cuisine de nuit
Cuisine de nuit (en anglais : In the Night Kitchen) est un album illustré pour enfants de Maurice Sendak publié en 1970, décrivant les aventures oniriques d'un petit garçon nommé Mickey dans la cuisine d'un boulanger.

## Influences
L’album est un hommage à Winsor McCay célèbre dessinateur américain. En effet, on retrouve le style de ses cartoons dans les illustrations et la mise en page de l’album très proches de la bande dessinée Little Nemo.

## Controverses
L'album a régulièrement subi la censure  car il présente des images d'un petit garçon gambadant nu en toute innocence tout le long de l'histoire ; le livre a été interdit dans plusieurs pays. Cuisine de nuit apparaît régulièrement sur la liste des « livres les plus fréquemment contestés et interdits » de l'Association des Bibliothèques Américaines, y compris une 21e place sur les « 100 livres les plus contestés de 1990-1999 »). 